# Mouvement de libération des femmes (Suisse)
Pour les articles homonymes, voir MLF, FBB et MFT.
Ne pas confondre avec le Mouvement de libération des femmes français.

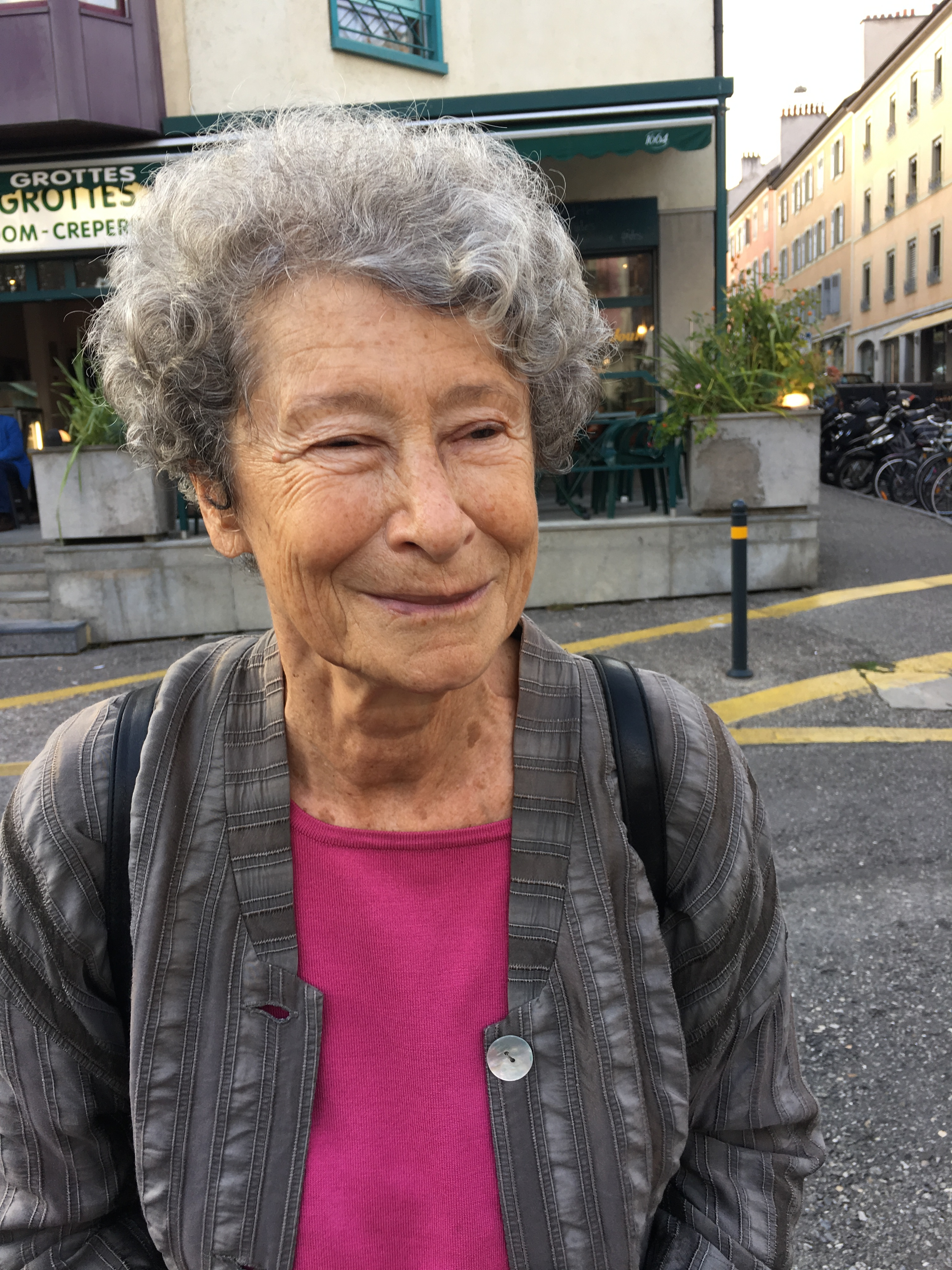
Rosangela Gramoni (membre du MLF Genève) lors de la visite guidée de l'association Kyrielle autour des lieux historiques du MLF à Genève en 2016. Ici devant le lieu où s'élevait le café Papillon, l'ancien centre de femmes occupé et rasé par les autorités

Le Mouvement de libération des femmes (MLF) est né dans la Suisse de la fin des années 1960, à partir du Mouvement des femmes en Suisse (de) d'une part, et les révoltes d'étudiants d'autre part. La syndicaliste Christiane Brunner en est la cofondatrice.
Le MLF est d'abord créé en Suisse alémanique sous le nom de Frauenbefreiungsbewegung (ou FBB) et fait sa première apparition publique en 1969, durant une Manifestation à Zurich. Puis naissent des groupements similaires en Suisse romande (Mouvement de libération des femmes, MLF) et en Suisse italienne (Movimento Femminista Ticinese, ou MFT). Le MLF marque les débuts de l'organisation du féminisme en Suisse.

## Philosophie
Selon le MLF, l'oppression des femmes n'est pas une résultante mineure de la lutte des classes comme le pensent les marxistes, mais plutôt une contrainte fondamentale qui ne se résoudra pas d'elle-même avec la dissolution de la société capitaliste. Dès lors le MLF se distancie de la nouvelle gauche et commence à considérer le féminisme comme le point pivot nécessaire au changement social.
L'analyse sociale des groupes de femmes autonomes du MLF se base notamment sur le travail de féministes françaises et américaines comme Simone de Beauvoir. Il y eut un débat majeur entre les différentes composantes idéologiques et théoriques, qui déboucha sur une scission du mouvement entre deux courants : l'égalitarisme et le dualisme.

## Organisation
Le MLF et ses divers groupements se réclament parfois du mouvement autonome. En dépit des différences entre les différents groupes, le refus des structures hiérarchiques constitue un socle commun.

## Revendications
Le MLF souhaite que les femmes se libèrent des contraintes de la famille nucléaire, demande l'obtention des pleins droits politiques pour les femmes suisses, et critique la position sociale des femmes en Suisse et la prééminence de la morale sexuelle. Le MLF exige la création de structures d'accueil de l'enfance, le libre accès à la contraception, et la dépénalisation de l'avortement. Pour faire valoir ses revendications, le MLF orchestre une mise en scène médiatique de manifestations et de protestations dans tout le pays.
Le catalogue de revendications concrètes de 1969, comprend :
- une meilleure insertion professionnelle pour les femmes au foyer ;
- l'égalité des chances pour les filles ;
- l'égalité des chances pour les femmes dans le monde du travail ;
- l'égalité salariale à travail égal ;
- un salaire pour les mères au foyer ;
- des crèches moins chères et en plus grand nombre ;
- une politique de l'aménagement du territoire avec la construction de logement plus inclusifs pour les enfants ;
- plus d'écoles enfantines ;
- la révision du droit du mariage et du divorce ;
- de meilleures prestations sociales pour le travail à temps partiel.

## Histoire
La première apparition publique du MLF date de la fête organisée pour les 75 ans de l'Union des suffragettes zurichoises. La jeune porte-parole, Andrée Valentin, reproche aux femmes de l'union d'attendre au lieu d'agir et leur explique qu'il n'y a vraiment pas de raisons valables pour faire la fête. 
Le 1er février 1969, alors que les Zurichoises de l'Union des suffragettes débutent la journée dédiée au droit de vote des femmes avec une retraite aux flambeaux en mémoire de la campagne électorale perdue de 1959, le MLF dérange la manifestation pacifique en menant des improvisations théâtrales en tant qu'objets sexuels et femmes au foyer. Elles entendent protester ainsi contre l'ordre bourgeois. 
Au cours de l'année 1969, des groupes autonomes de femmes se créent à Bâle, Genève, Locarno et Bellinzona.
En 1971, le MLF s'engage dans la récolte de signatures en vue de l'initiative populaire fédérale sur la dépénalisation de l'interruption volontaire de grossesse, apportant une grande part des signatures pour obtenir la tenue d'un référendum populaire.
En 1975, le MLF organise une manifestation parallèle au 4e Congrès suisse pour les intérêts féminins, dans laquelle sont mises en avant les thématiques de l'interruption volontaire de grossesse, de l'homosexualité féminine, du salaire ménager, des femmes en prison et des problèmes spécifiques des personnes migrantes. Les femmes du MLF perturbent ainsi l'organisation du congrès et revendiquent haut et fort le droit à l'avortement libre et gratuit. Face aux protestations massives des femmes catholiques, le congrès prend la résolution de soutenir l'initiative populaire « Solution du délai pour l'avortement ».
En octobre 1975, le MLF provoque un scandale national en jetant des couches mouillées sur les députés du Conseil national pour protester contre la non adoption d'une résolution sur le délai légal d'avortement.
Avec le lancement, en 1976, de la campagne sur l'égalité des droits entre hommes et femmes (de), un rapprochement temporaire s'opère entre le MLF et des associations traditionnelles de femmes. 
Le MLF se dissout le jour de son 20e anniversaire en 1989. 

### Le MLF à Genève
Fin 1970, Rosangela Gramoni fonde la section genevoise du MLF avec une amie revenue des États-Unis. Elles commencent par se réunir pour des discussions et lectures communes. Les premiers sujets abordés ont trait à la sexualité et l'oppression. Elles se réunissent d'abord au Centre universitaire catholique (CUC) avant de revendiquer un centre femme pour leurs actions. Elles occupent le café Papillon en 1976 dans le quartier des Grottes à Genève pour revendiquer un Centre Femme, lieu de réunion pour les féministes. Les autorités de la ville de Genève détruisent le café et une manifestation est organisée, qui monte en vieille ville pour murer avec des briques et du ciment l'entrée du conseil municipal. On leur alloue alors un lieu au boulevard Saint Georges et le Centre Femme Natalie Barney (CFNB) le nom faisant référence à l'écrivaine lesbienne Natalie Clifford Barney. Le CFNB reste à cette adresse de 1977 à 1989, et est très investi par la communauté des féministes lesbiennes, qui y organisent notamment le Bal des Chattes Sauvages. Le CFNB déménage ensuite à Champel avenue Peschier. Il devient plus tard l'association Lestime, et déménage rue de l'Industrie dans le quartier des Grottes, non loin de l'ancien café Papillon.
Un groupe de self-help (en) se met en place et revendique une expertise des femmes sur leur propre corps. Il organise des sessions d'autodiagnostic notamment centré sur l'examen des parties génitales. Les thèses du self-help sont inspirées de théories venues des mouvements féministes des États-Unis. Une scène de self-help est décrite dans le film L'Ordre divin, qui retrace à travers une fiction l'histoire du suffrage féminin en Suisse. Les femmes utilisent notamment des miroirs pour pratiquer une inspection de leurs organes génitaux, dans une perspective bienveillante envers elles-mêmes et loin des pratiques médicales invasives.
Un groupe de féministes lesbiennes fondent sur le modèle du MLF français un GL (Groupe lesbien). Ce groupe forme par la suite les bases de l'association Lestime, directement issue du MLF genevois. Le groupe Vanille Fraise, comprenant des femmes lesbiennes lasses de voir leurs revendications de liberté sexuelle non prise en compte par la mouvance dominante et hétérosexuelle du MLF fait sécession et fonde une revue en 1981, Clit 007,.
L’affaire des viols de Pré-Naville (1981-1983) a été un événement extrêmement fort pour le mouvement féministe genevois.